# Pseudiolaus lulua
Pseudiolaus lulua is een vlinder uit de familie van de Lycaenidae. De wetenschappelijke naam van de soort is voor het eerst geldig gepubliceerd in 1944 door Riley.